# Gaotang Dao
Gaotang Dao (kinesiska: 高塘岛) är en ö i Kina. Den ligger i provinsen Zhejiang, i den östra delen av landet, omkring 200 kilometer sydost om provinshuvudstaden Hangzhou. Arean är 38 kvadratkilometer. Den sträcker sig 6,9 kilometer i nord-sydlig riktning, och 10,3 kilometer i öst-västlig riktning.
Genomsnittlig årsnederbörd är 1 837 millimeter. Den regnigaste månaden är juni, med i genomsnitt 338 mm nederbörd, och den torraste är januari, med 56 mm nederbörd.